# Amaryllis
Az Amaryllis növénynemzetség az APG I osztályozás szerint az amarilliszfélék (Amaryllidaceae) családjába tartozik.
Az amarillisz nevet azonban az Amaryllis nemzetség helyett Magyarországon (és máshol is) tévesen a Hippeastrum nemzetségbe tartozó fajokra és fajtákra alkalmazza a köznyelv.

## Rendszerezés
A 2003-as APG II osztályozás tágabb értelemben (sensu lato) a hagymafélék (Alliaceae) családjába sorolja a nemzetséget, de szorosabb értelmezésben (sensu stricto) megengedi az amarilliszfélék (Amaryllidaceae) családba való besorolást a korábbi rendszerezésekhez és az APG I rendszerhez hasonlóan.

## Fajok
- A. belladonna
- A. paradisicola